# Iriney
Iriney Santos da Silva, noto semplicemente come Iriney (Humaitá, 23 aprile 1981), è un ex calciatore brasiliano, centrocampista.

## Carriera
Ha fatto il suo debutto professionistico con il São Caetano nel 2000, dove trascorse due stagioni. Nel 2002 si trasferisce in Spagna con il Rayo Vallecano.
Nell'estate del 2005 passa al Celta Vigo, essendo stato nelle sue precedenti stagioni della Primera División uno dei difensori più consistenti. Dopo la retrocessione, nella stagione 2006-2007 decise di lasciare la squadra, ma non riuscì a trovare un posto in nessun altro club fino a quando nella finestra del calciomercato di gennaio del 2008, firma un contratto di un anno con l'Almería.
Alla fine di giugno del 2009, il suo contratto scade e, con lo status di svincolato, si trasferisce al Betis Siviglia, appena retrocesso in Segunda División.